# Europaparlamentsvalet i Tjeckien 2004
Europaparlamentsvalet i Tjeckien 2004 ägde rum fredagen den 11 juni 2004 och lördagen den 12 juni 2004. Runt 8,4 miljoner personer var röstberättigade i valet om de 24 mandat som Tjeckien hade tilldelats innan valet. I valet tillämpade landet ett valsystem med partilistor och d’Hondts metod, med en femprocentsspärr för småpartier. Tjeckien var inte uppdelat i några valkretsar, utan fungerade som en enda valkrets i valet. Valet var det första Europaparlamentsvalet som hölls i Tjeckien, som hade anslutit sig till unionen den 1 maj 2004.
Medborgardemokraterna var valets vinnare och vann med över 30 procent av rösterna totalt nio mandat. Samtidigt innebar valet ett hårt nederlag för regeringspartiet Tjeckiens socialdemokratiska parti, som endast erhöll 8,78 procent av rösterna och två mandat. Partiet hamnade således på femte plats. Istället kom Böhmens och Mährens kommunistiska parti på andra plats med över 20 procent av rösterna och sex mandat. SNK Evropští demokraté vann tre mandat med sina elva procent av rösterna, medan Kristna och demokratiska unionen – Tjeckoslovakiska folkpartiet och Nezávislí demokraté vann två mandat var.
Valdeltagandet var mycket lågt; endast 28,32 procent av de röstberättigade valde att rösta. Det var ett av de lägsta valdeltaganden i hela unionen, men följde trenden med allmänt låga valdeltaganden i de nya medlemsstaterna. Även ur ett tjeckiskt perspektiv var valdeltagandet lågt. Valdeltagandet var till exempel runt 60 procent i de nationella parlamentsvalen 2002 och 2006.

## Valresultat
| |         |  |           |        |
| | Andel   |  | Antal     | Mandat |
| Medborgardemokraterna                                                                                | 30,05 % |  | 700 942   | 9      |
| Medborgardemokraterna                                                                                |         |  |           |        |
| Böhmens och Mährens kommunistiska parti                                                              | 20,27 % |  | 472 862   | 6      |
| Böhmens och Mährens kommunistiska parti                                                              |         |  |           |        |
| SNK Evropští demokraté                                                                               | 11,03 % |  | 257 278   | 3      |
| SNK Evropští demokraté                                                                               |         |  |           |        |
| Kristna och demokratiska unionen                                                                     | 9,58 %  |  | 223 383   | 2      |
| Kristna och demokratiska unionen                                                                     |         |  |           |        |
| Tjeckiens socialdemokratiska parti                                                                   | 8,78 %  |  | 204 903   | 2      |
| Tjeckiens socialdemokratiska parti                                                                   |         |  |           |        |
| Nezávislí demokraté                                                                                  | 8,19 %  |  | 191 025   | 2      |
| Nezávislí demokraté                                                                                  |         |  |           |        |
| Övriga partier och kandidater                                                                        | 12,11 % |  | 282 469   | 0      |
| Övriga partier och kandidater                                                                        |         |  |           |        |
| Ogiltiga och blanka röster                                                                           | 0,56 %  |  | 13 148    | 0      |
| Ogiltiga och blanka röster                                                                           |         |  |           |        |
| Valdeltagande                                                                                        | 28,32 % |  | 2 346 010 | 24     |
| Valdeltagande                                                                                        |         |  |           |        |
| Antal röstberättigade 8 283 485 14 EPP-ED 02 PES 00 ALDE 00 G/EFA 06 GUE/NGL 00 IND/DEM 00 UEN 02 NI |         |  |           |        |